# Een geleerde in zijn studeerkamer
Een geleerde in zijn studeerkamer, ook De geleerde genoemd, is een schilderij toegeschreven aan Willem de Poorter in het Rijksmuseum in Amsterdam.

## Voorstelling
Het stelt een oude man voor in een zwarte tabbaard en een zwart kalotje, kleding die in de 17e eeuw werd gedragen door geleerden. Hij zit met zijn ogen gesloten terwijl zijn hoofd rust op zijn linkerarm. Op de tafel naast hem ligt een groot aantal boeken en papieren. Tussen deze boeken ligt een knijpbril. Tegen de muur staat een boekenkast met nog meer boeken. Rechtsonder is een gedeelte van de leuning van een trap te zien die naar beneden leidt.

## Toeschrijving

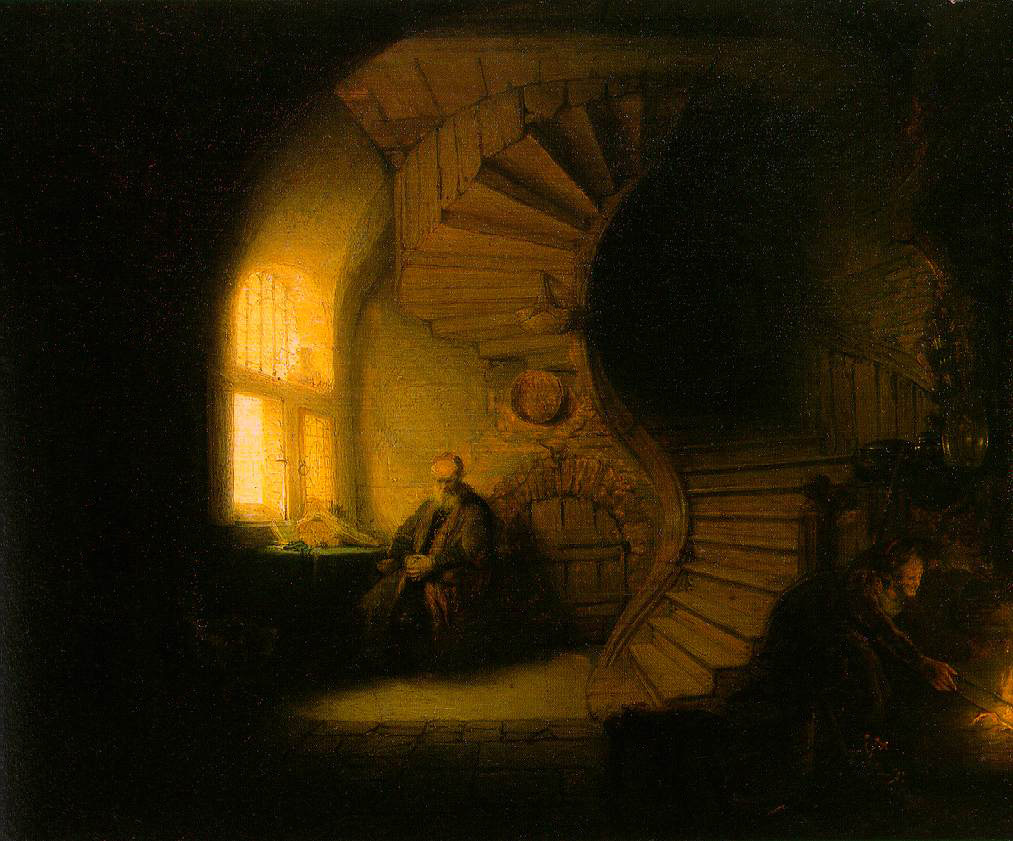
Rembrandt. Mediterende filosoof. 1632. Parijs, Musée du Louvre.

Het schilderij werd in 1808 door het Rijksmuseum verworven als werk van Cornelis Bega, een Noord-Nederlandse schilder bekend om zijn bruine interieurs. Het werk is echter geschilderd in de stijl van Rembrandt. Het onderwerp is gelijk aan dat van Rembrandts Mediterende filosoof in het Louvre en de opengeslagen boeken op tafel doen erg denken aan zijn Gelijkenis van de rijke dwaas in Berlijn. Het werk werd in 1887 toegeschreven aan Rembrandt-navolger Salomon Koninck, van wie verschillende andere schilderijen met geleerden bekend zijn. In 1999 werd het schilderij door kunsthistoricus Fred Meijer toegeschreven aan Hendrick Martensz. Sorgh. Kunsthistoricus Werner Sumowski schreef het schilderij toe aan Willem de Poorter, wat door het Rijksmuseum als correct wordt beschouwd.

## Herkomst
Het werk is afkomstig uit de verzameling van de Rotterdamse verzamelaar Gerrit van der Pot, heer van Groeneveld. Het werk op 6 juni 1808 door het Rijksmuseum gekocht op de boedelveiling van Van der Pot in Rotterdam. Van 2004 tot 2008 werd het vanwege de renovatie van het Rijksmuseum in bruikleen gegeven aan het Rembrandthuis.